# 스핀오프

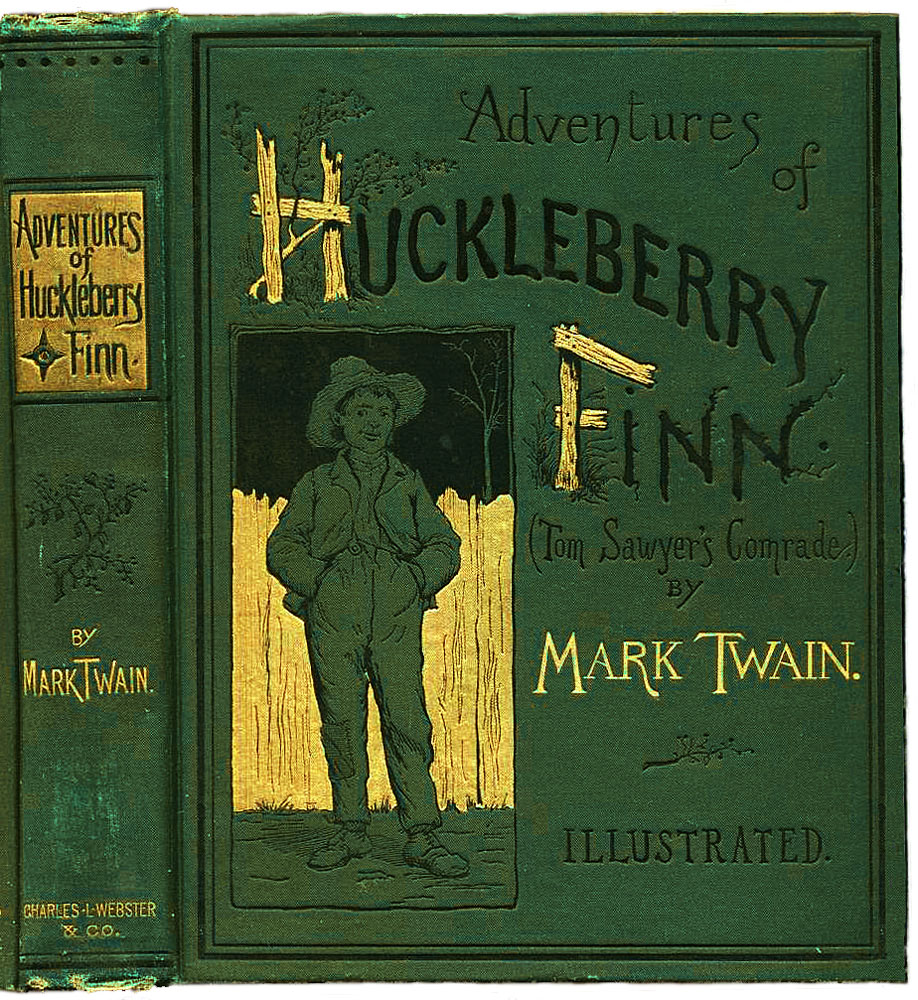
허클베리 핀의 모험 책 표지

스핀오프(영어: spinoff는 기존 작품에서 파생되어 원작과는 다른 측면에 초점을 맞춘 이야기 작품을 말한다.

## 역사
현대 미디어 시대의 가장 초기 스핀오프 중 하나는 1941년 황금 시대의 라디오 코미디 쇼 피버 맥기 앤 몰리의 조역 스록모턴 P. 길더슬리브가 자신의 프로그램인 더 그레이트 길더슬리브(1941–1957)의 주인공이 되면서 발생했다.

## 설명
spin-off 또는 spinoff로 표기되는 스핀오프는 기존 작품에서 파생되어 원작과는 다른 측면(예: 특정 주제, 캐릭터 또는 사건)에 초점을 맞추며, 책, 라디오 프로그램, 텔레비전 프로그램, 영화, 비디오 게임 또는 모든 매체의 모든 이야기 작품을 포함한다.
장르 소설에서 이 용어는 텔레비전에서의 사용과 유사하다. 이는 일반적으로 시리즈의 주요 주인공의 활동을 기반으로 한 (이전) 이야기 줄거리에서 이야기 시점과 활동의 상당한 변화를 나타내며, 따라서 이제 새로운 하위 시리즈의 중심 또는 주요 줄거리(이야기)가 되는 다른 주인공의 행동 및 전반적인 이야기 줄거리로의 전환을 의미한다. 새로운 주인공은 일반적으로 주어진 환경에서 주된 이야기 줄거리의 사소한 또는 조역으로 먼저 등장하며, 이전 주인공이 적어도 역사적 언급으로라도 새로운 하위 시리즈에서 조연 또는 카메오 역할을 하는 것은 매우 흔하다.
스핀오프는 때때로 자체 스핀오프를 생성하여 새로운 쇼가 원본 시리즈와 막연하게만 연결된 자체 시리즈로 남게 된다. 예를 들어, 경찰물 프랜차이즈인 NCIS/JAG 및 CSI는 모두 여러 쇼를 스핀오프했으며, 여기에는 시리즈에서 파생된 여러 스핀오프와 스핀오프에서 파생된 스핀오프가 포함된다.

## 유형 및 변형

### 사이드퀄
스핀오프는 원작과 같은 시간대에 발생하며 때로는 주요 이야기와 접촉하기도 할 때 "사이드"(나란히)와 "속편"의 혼성어인 사이드퀄이라고 불릴 수 있다. 일본어에서는 가이덴 (外伝, ja, lit. "외전", "바깥 이야기")라는 단어도 그러한 동시대 스핀오프를 지칭하며, "사이드 스토리"로 자주 번역된다.

### 크로스오버

킹콩 대 고지라 (1962)

때때로 한 쇼가 다른 쇼의 스핀오프가 아니더라도, 다른 쇼의 캐릭터가 다른 쇼에 출연하는 크로스오버 작품이 발생하기도 한다. 때로는 다른 실패한 시리즈 팬들에게 종결을 제공하려는 시도로 크로스오버가 만들어지기도 한다. 때로는 쇼 제작자가 이전 시리즈의 캐릭터를 이후 시리즈에 다시 도입하여 특정 제작자의 텔레비전 "세계"의 연결성을 제공하는 방법으로 사용하기도 한다.

## 같이 보기
- 캐논 (창작물)
- 여담
- 확장 세계관
- 미디어 스핀오프 목록
- 텔레비전 스핀오프 목록
- 평행 소설
- 대중문화의 로빈 후드
- 시리즈 소설
- 정신적 후속작
- 스탠드얼론 영화